# 波波夫島 (美國)
波波夫島（Popof Island）是美國的島嶼，屬於舒馬金群島的一部分，位於阿拉斯加大陸以南，長16公里、寬8公里，最高點海拔高度472米，面積93平方公里，2000年人口952。
55°18′49″N 160°22′29″W / 55.3136111°N 160.3747222°W